# Dover Plains
Dover Plains statisztikai település az USA New York államában, Dutchess megyében. Lakosainak száma 1322 fő (2020. április 1.).

## Népesség
A település népességének változása:

| 2010 | 1 323 |
| 2020 | 1 322 |